# Carretera de Luisiana 10
La Carretera de Luisiana 10 (abrevada LA 10 y conocida en inglés como Louisiana Highway 10) es una carretera estatal ubicada en el estado estadounidense de Luisiana. La carretera atraviesa las parroquias de Vernon, Allen, Evangeline, St. Landry, Pointe Coupee, West Feliciana, East Feliciana, St. Helena, Tangipahoa, Washington en Luisiana. La carretera tiene una longitud de 250,03 millas (402,4 km), y corre en sentido oeste a este. 